# Động Puông
Động Puông là một thắng cảnh thuộc khu vực Vườn quốc gia Ba Bể, là một hang luồn karst trong núi đá vôi Lũng Nham trên dòng sông Năng ở vùng đất huyện Ba Bể, tỉnh Bắc Kạn .
Động nằm trong dãy núi đá vôi Lũng Nham chếch về phía Bắc của vườn quốc gia Ba Bể, cách trung tâm thị trấn Chợ Rã khoảng 5 km.
Đây là một địa điểm đặc biệt thú vị đối với những ai say mê cảnh đẹp tự nhiên của vườn quốc gia Ba Bể cũng như những người thích tìm hiểu về sự đa dạng của những loài dơi sinh sông ở đây.

## Mô tả

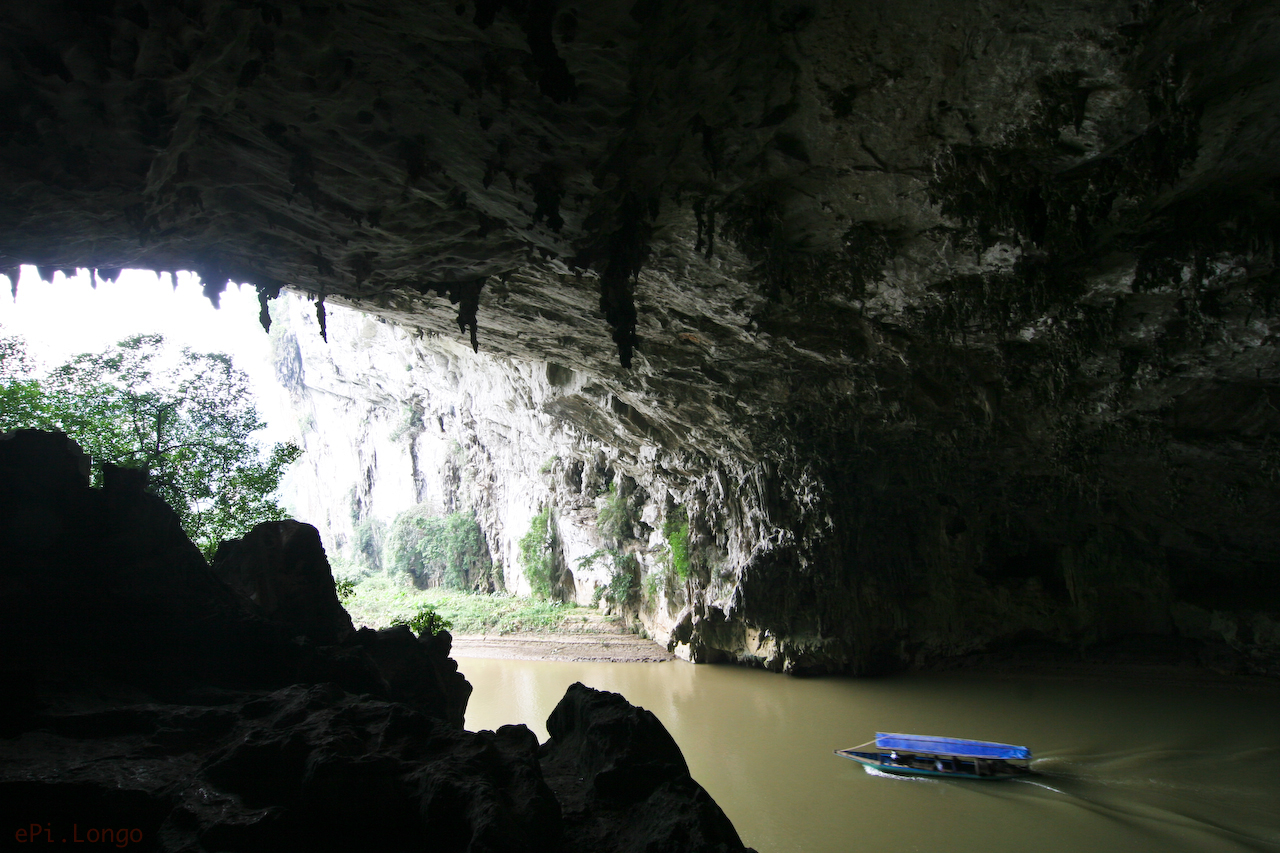
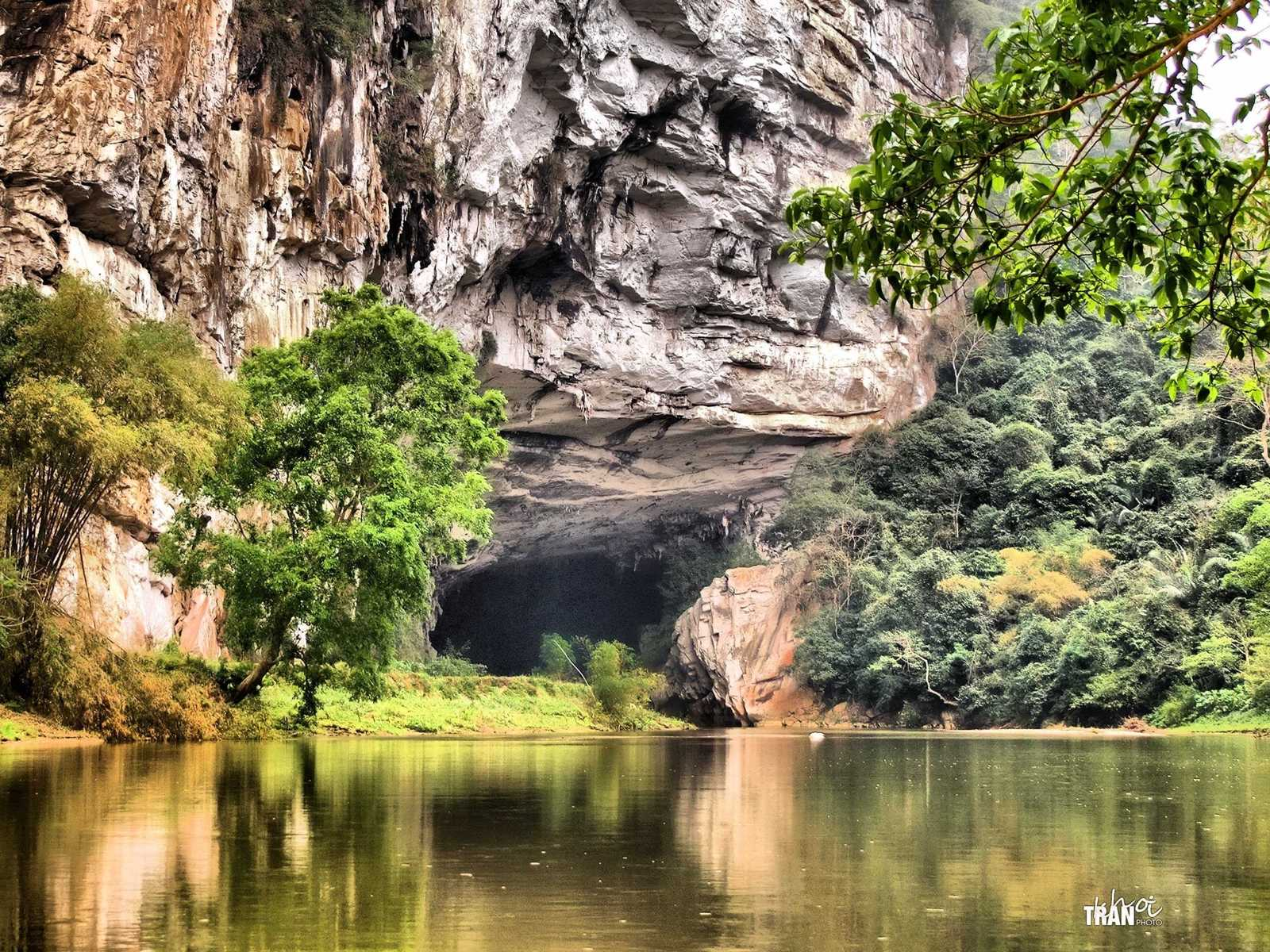
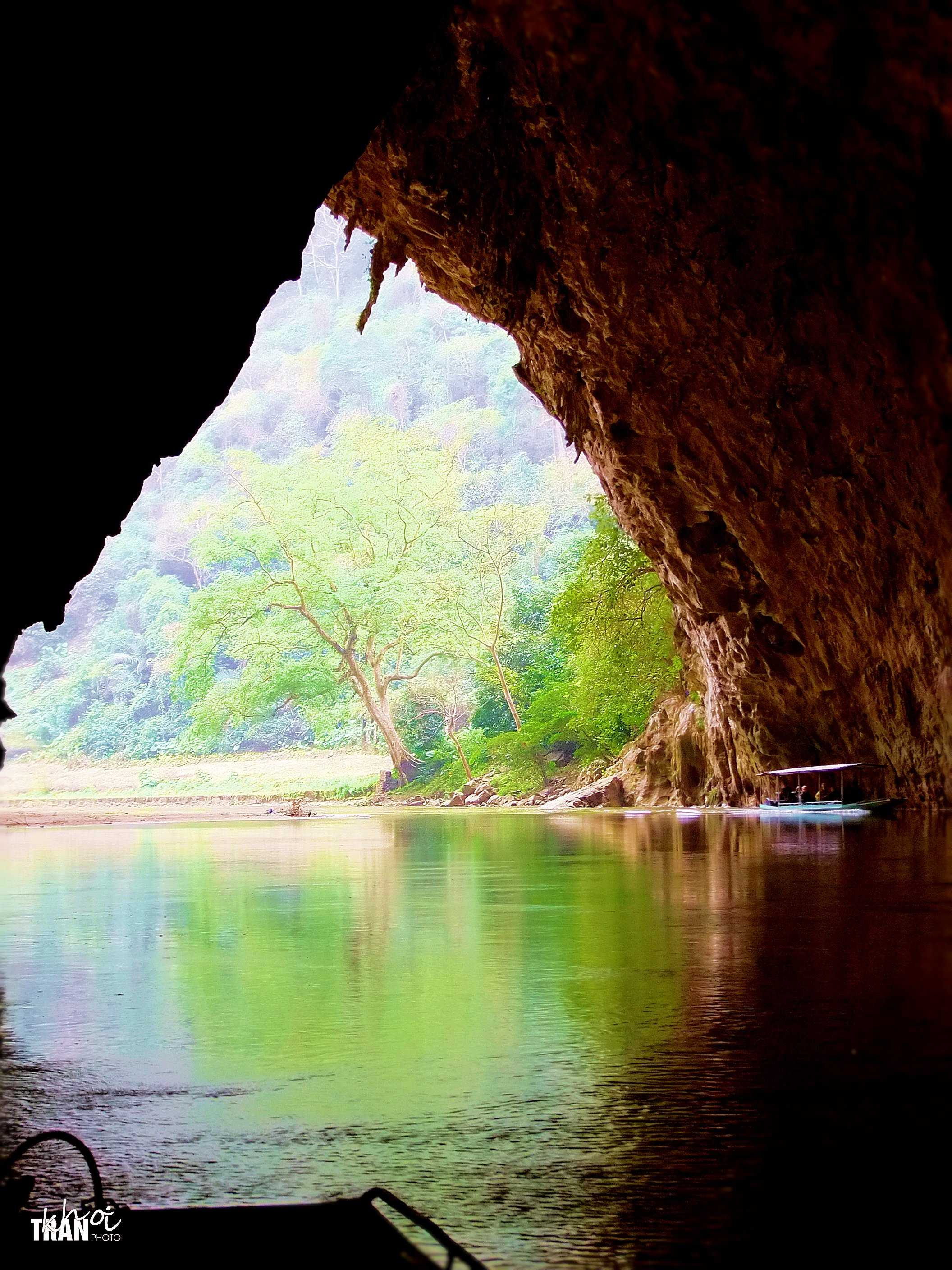

Động Puông được hình thành khi con sông Năng chảy xuyên qua bên dưới núi đá vôi Lũng Nham. Động Puông dài 300 mét, cao hơn 30 mét với các vách đá đứng và nhiều nhũ đá có nhiều hình dạng và màu sắc khác nhau. Trong động Puông có hàng vạn con dơi sinh sống hay trú chân.
Thuyền bè có thể đi trên sông Năng qua động Puông. Cho nên, khi chúng ta xuôi dòng sông Năng này khoảng 08 km nữa là sẽ đến ngã ba sông. Tại đó, khi tiếp tục rẽ trái, ta sẽ vào trong hồ Ba Bể còn khi tiếp tục xuôi dòng từ ngã ba sông khoảng 03 km nữa sẽ đến bến thuyền của một ngôi làng nhỏ để lên đi thăm thác Đầu Đẳng.